# 西鉄大牟田線の貨物用電車
西鉄大牟田線の貨物用電車（にしてつおおむたせんのかもつようでんしゃ）では、西日本鉄道（西鉄）大牟田線（現・天神大牟田線）・太宰府線・甘木線で使用された貨物用電車（電動貨車）について記述する。救援車など、事業用車として使用された電動貨車についても記述する。
なお、2003年に登場した事業用車のモエ901・クエ902については600形電車の記事を、2014年に登場したモエ911・モエ912・クエ913については5000形電車を参照のこと。

## 概要
西鉄天神大牟田線の前身である九州鉄道では旅客輸送のほか貨物輸送も実施したため、1924年（大正13年）の開業時に旅客用電車とともに電動貨車を新製した。1963年（昭和38年）に大牟田線での貨物輸送が廃止された後は救援車、車庫内牽引車、保線用車両などの事業用車として使用された。
各車両とも塗装は黒地に白帯もしくは黄帯の塗装となっていた（貨物輸送廃止前は黒一色）。

## モワ800形

### 801 - 802
木造有蓋電動貨車。両端に運転室があり、車体側面には明り取りと通風のための窓が設置されていたが、後年埋められた。中央部に貨物積込用の幅2,200mmの両開き引き戸を設けている。台車はブリル50Eタイプ。
九州鉄道開業時にモワ101・102として東洋車輌で新製されたもので、1940年（昭和15年）に100形が製造される際にモワ501・502、翌年に500形が製造される際にモワ801・802と改番されている。
1948年（昭和23年）に三井線の宮の陣駅 - 甘木駅間が昇圧され甘木線となってからは、同線での貨物輸送にも使用されるようになった。
大牟田・甘木線の貨物輸送廃止後は、救援車および車庫内牽引車として使用された。300形を改造した811の登場に伴い、1979年（昭和54年）に2両とも廃車となった。

### 803 - 804

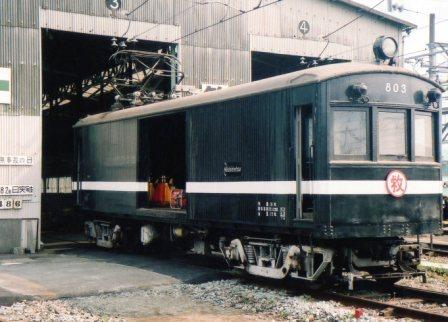
モエ803（2002年）

木造有蓋電動貨車。両端に運転室があり、車体側面（乗務員室除く）には窓はなく、中央部に貨物積込用の幅2,200mmの両開き引き戸を設けている。台車はBWタイプ。
1942年（昭和17年）に木南車輌で製造されたもので、801・802に比べると扉が外開きから内開きになり、屋根が少し浅くなり、後に前面が鉄板で補強された。
1948年（昭和23年）に三井線の宮の陣駅 - 甘木駅間が昇圧され甘木線となってからは、同線での貨物輸送にも使用されるようになった。
大牟田・甘木線の貨物輸送廃止後は、救援車および車庫内牽引車として使用され、1975年現在では803が柳川車庫で救援車として待機、804が二日市工場で入換車として使用されていた。1987年（昭和62年）に804が廃車となった後も803は柳川車両基地常備の救援車として使用され、1995年（平成7年）に正式に貨車から救援車に用途変更されモエ803となったが、2004年（平成16年）に廃車となった。

### 811

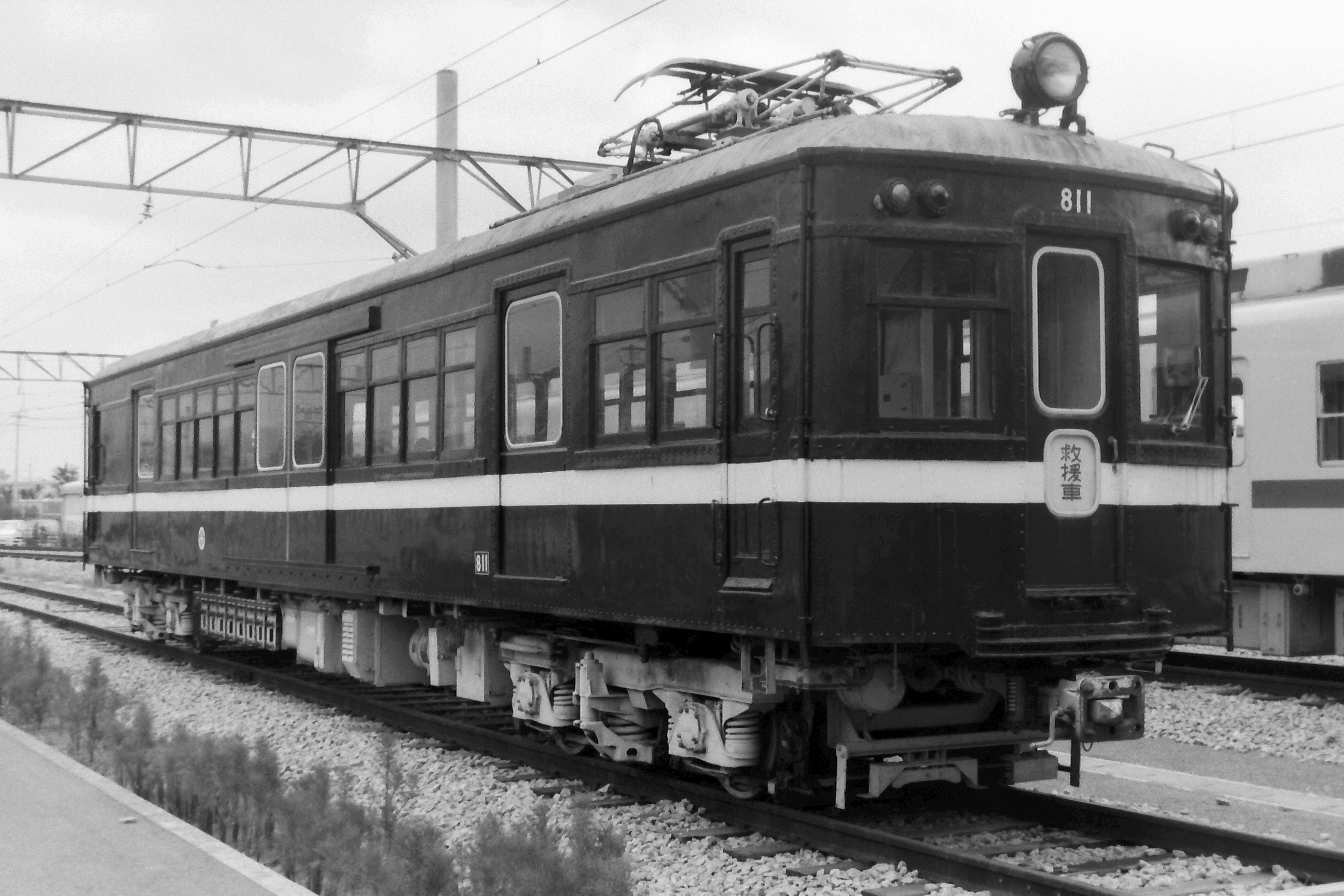
モワ811（1989年）

300形モ301を1979年（昭和54年）に改造した車両。救援車化にあたり、従来の扉を残し、中央部に両開き式の外吊り扉を新設しているほか、製造当初と同様の両運転台式に改造されている。電動貨車扱いとなっているが貨物輸送には使用されたことはない。
台車は20形の宮地岳線転出に伴い余剰となった日本車輌製ND-12形が用いられた。電動貨車への改造前に設置されていた列車無線やATS用機器はそのまま存置された。
803と同様、1995年（平成7年）に正式に貨車から救援車に用途変更されモエ811となったが、2004年（平成16年）に廃車となった。

## モト900形

### 901・902
モワ801・802と同時に東洋車輌で製造された木造無蓋電動貨車。製造当初の番号はモト201・202で、801・802と同様の経緯でモト601・602→モト901・902と改番している。両端に運転室を設け、一方の運転室後部にやぐらを設置し、その上にパンタグラフを置いている。台車はブリル50EタイプであったがBWタイプに交換され、再びブリル50Eとなった後またBWタイプに交換された。
1941年（昭和16年）頃から営業運転から外され保線用や砂利運搬などに使用された。1977年（昭和52年）、列車無線取付のため2両を固定編成化した。その後ATSも設置されたが、1985年（昭和60年）に廃車となった。

### 911・912
100形モ109・111を1977年（昭和52年）に改造したダンプ式砂利運搬用電動貨車。片運転台式で2両を背中合わせに連結した固定編成で、車体は前頭部4分の1ほどを残して後部を取り去り、砂利運搬用の荷台を設置したL字形の外観となっている。また、もとモ111は中間車化されていたので、再び運転台が取り付けられた。台車は20形が履いていたFS-8に交換された。
1989年（平成元年）に廃車となった。